# 地构叶属
地构叶属（学名：Speranskia）是大戟科下的一个属。该属共有广东地构叶（S. cantonensis）和地构叶（S. tuberculata）等2种，分布于中国西南部至北部。